# Rhysia halecii
Rhysia halecii is een hydroïdpoliep uit de familie Rhysiidae. De poliep komt uit het geslacht Rhysia. Rhysia halecii werd in 1907 voor het eerst wetenschappelijk beschreven door Hickson & Gravely. 